# ألبرت بوريدغ
ألبرت بوريدغ (بالإنجليزية: Albert C. Burrage)‏ هو صناعي أمريكي، ولد في 21 نوفمبر 1859 في Ashburnham, Massachusetts ‏ في الولايات المتحدة، وتوفي في 29 يونيو 1931 في مانشستر باي ذا سي في الولايات المتحدة.